# NGC 953
NGC 953 is een elliptisch sterrenstelsel in het sterrenbeeld Driehoek. Het hemelobject werd op 26 september 1865 ontdekt door de Duits-Deense astronoom Heinrich Louis d'Arrest.

## Synoniemen
- MCG 5-7-1
- ZWG 504.104
- ZWG 505.1
- UGC 1991
- PGC 9586